# Argyll (Whiskybrennerei)
Argyll war eine Whiskybrennerei in Campbeltown, Argyll and Bute, Schottland. Sie ist nicht zu verwechseln mit einer zweiten Brennerei gleichen Namens, die ebenfalls in Campbeltown zwischen 1827 und 1844 betrieben wurde und zur Unterscheidung oftmals nach ihrem Gründer als McKinnon’s Argyll bezeichnet wird.
Die Brennerei wurde 1844 von Robert Colvill und Hugh und Robert Greenlees
gegründet, die unter Colvill, Greenless & Co. firmierten. Im Jahre 1920 wurde sie zunächst an Ainslie & Heilbron veräußert und ging dann in den Besitz von Distillers Company Ltd. (DCL) über. Wie ein Großteil der Brennereien in Campbeltown, wurde auch dieser Betrieb in den 1920er Jahren für immer geschlossen. Auf dem Gelände befindet sich heute eine Tankstelle.
Als Alfred Barnard im Rahmen seiner bedeutenden Whiskyreise im Jahre 1885 die Brennerei besuchte, verfügte sie über eine jährliche Produktionskapazität von 40.000 Gallonen. Es standen zwei Brennblasen mit Kapazitäten von 1070 beziehungsweise 686 Gallonen zur Verfügung. Barnard erwähnt, dass das zum Einmaischen benötigte Wasser aus dem Loch stamme. In Analogie zu anderen Brennereien in Campbeltown ist davon auszugehen, dass hiermit das Crosshill Loch gemeint ist.